# يان شاندلير
يان شاندلير (بالإنجليزية: Ian Chandler)‏ هو دراج أسترالي، ولد في 3 أغسطس 1951 في ملبورن في أستراليا.

## وصلات خارجية
- يان شاندلير على موقع أوليمبيديا (الإنجليزية)
- يان شاندلير على موقع اللجنة الأولمبية الأسترالية (الإنجليزية)